# Azorella monteroi
Azorella monteroi är en flockblommig växtart som beskrevs av S.Martínez och Lincoln Constance. Azorella monteroi ingår i släktet Azorella och familjen flockblommiga växter. Inga underarter finns listade i Catalogue of Life.